# Liste des congrès des États-Unis
Cette page dresse une liste des Congrès des États-Unis. On les désigne par le numéro d’ordre de leur législature depuis 1789 ; une législature durant deux ans, entre chaque renouvellement complet de la Chambre et partiel du Sénat.
De 1789 à 1934, une législature du Congrès commençait le 4 mars – date d’entrée en vigueur de la Constitution – de chaque année impaire. Depuis l’entrée en vigueur du XXe amendement en janvier 1934, le mandat des sénateurs et des représentants commence le 3 janvier suivant leur élection, à midi, et celui de leurs prédécesseurs expire au même moment.
| Congrès                    | Dates      | Dates      |
| -------------------------- | ---------- | ---------- |
| 1er congrès                | 04/03/1789 | 03/03/1791 |
| 2e congrès                 | 04/03/1791 | 03/03/1793 |
| 3e congrès                 | 04/03/1793 | 03/03/1795 |
| 4e congrès                 | 04/03/1795 | 03/03/1797 |
| 5e congrès                 | 04/03/1797 | 03/03/1799 |
| 6e congrès                 | 04/03/1799 | 03/03/1801 |
| 7e congrès                 | 04/03/1801 | 03/03/1803 |
| 8e congrès                 | 04/03/1803 | 03/03/1805 |
| 9e congrès                 | 04/03/1805 | 03/03/1807 |
| 10e congrès                | 04/03/1807 | 03/03/1809 |
| 11e congrès                | 04/03/1809 | 03/03/1811 |
| 12e congrès                | 04/03/1811 | 03/03/1813 |
| 13e congrès                | 04/03/1813 | 03/03/1815 |
| 14e congrès                | 04/03/1815 | 03/03/1817 |
| 15e congrès                | 04/03/1817 | 03/03/1819 |
| 16e congrès                | 04/03/1819 | 03/03/1821 |
| 17e congrès                | 04/03/1821 | 03/03/1823 |
| 18e congrès                | 04/03/1823 | 03/03/1825 |
| 19e congrès                | 04/03/1825 | 03/03/1827 |
| 20e congrès                | 04/03/1827 | 03/03/1829 |
| 21e congrès                | 04/03/1829 | 03/03/1831 |
| 22e congrès                | 04/03/1831 | 03/03/1833 |
| 23e congrès                | 04/03/1833 | 03/03/1835 |
| 24e congrès                | 04/03/1835 | 03/03/1837 |
| 25e congrès                | 04/03/1837 | 03/03/1839 |
| 26e congrès                | 04/03/1839 | 03/03/1841 |
| 27e congrès                | 04/03/1841 | 03/03/1843 |
| 28e congrès                | 04/03/1843 | 03/03/1845 |
| 29e congrès                | 04/03/1845 | 03/03/1847 |
| 30e congrès                | 04/03/1847 | 03/03/1849 |
| 31e congrès                | 04/03/1849 | 03/03/1851 |
| 32e congrès                | 04/03/1851 | 03/03/1853 |
| 33e congrès                | 04/03/1853 | 03/03/1855 |
| 34e congrès                | 04/03/1855 | 03/03/1857 |
| 35e congrès                | 04/03/1857 | 03/03/1859 |
| 36e congrès                | 04/03/1859 | 03/03/1861 |
| 37e congrès                | 04/03/1861 | 03/03/1863 |
| 38e congrès                | 04/03/1863 | 03/03/1865 |
| 39e congrès                | 04/03/1865 | 03/03/1867 |
| 40e congrès                | 04/03/1867 | 03/03/1869 |
| 41e congrès                | 04/03/1869 | 03/03/1871 |
| 42e congrès                | 04/03/1871 | 03/03/1873 |
| 43e congrès                | 04/03/1873 | 03/03/1875 |
| 44e congrès                | 04/03/1875 | 03/03/1877 |
| 45e congrès                | 04/03/1877 | 03/03/1879 |
| 46e congrès                | 04/03/1879 | 03/03/1881 |
| 47e congrès                | 04/03/1881 | 03/03/1883 |
| 48e congrès                | 04/03/1883 | 03/03/1885 |
| 49e congrès                | 04/03/1885 | 03/03/1887 |
| 50e congrès                | 04/03/1887 | 03/03/1889 |
| 51e congrès                | 04/03/1889 | 03/03/1891 |
| 52e congrès                | 04/03/1891 | 03/03/1893 |
| 53e congrès                | 04/03/1893 | 03/03/1895 |
| 54e congrès                | 04/03/1895 | 03/03/1897 |
| 55e congrès                | 04/03/1897 | 03/03/1899 |
| 56e congrès                | 04/03/1899 | 03/03/1901 |
| 57e congrès                | 04/03/1901 | 03/03/1903 |
| 58e congrès                | 04/03/1903 | 03/03/1905 |
| 59e congrès                | 04/03/1905 | 03/03/1907 |
| 60e congrès                | 04/03/1907 | 03/03/1909 |
| 61e congrès                | 04/03/1909 | 03/03/1911 |
| 62e congrès                | 04/03/1911 | 03/03/1913 |
| 63e congrès                | 04/03/1913 | 03/03/1915 |
| 64e congrès                | 04/03/1915 | 03/03/1917 |
| 65e congrès                | 04/03/1917 | 03/03/1919 |
| 66e congrès                | 04/03/1919 | 03/03/1921 |
| 67e congrès                | 04/03/1921 | 03/03/1923 |
| 68e congrès                | 04/03/1923 | 03/03/1925 |
| 69e congrès                | 04/03/1925 | 03/03/1927 |
| 70e congrès                | 04/03/1927 | 03/03/1929 |
| 71e congrès                | 04/03/1929 | 03/03/1931 |
| 72e congrès                | 04/03/1931 | 03/03/1933 |
| 73e congrès                | 04/03/1933 | 03/01/1935 |
| 74e congrès                | 03/01/1935 | 03/01/1937 |
| 75e congrès                | 03/01/1937 | 03/01/1939 |
| 76e congrès                | 03/01/1939 | 03/01/1941 |
| 77e congrès                | 03/01/1941 | 03/01/1943 |
| 78e congrès                | 03/01/1943 | 03/01/1945 |
| 79e congrès                | 03/01/1945 | 03/01/1947 |
| 80e congrès                | 03/01/1947 | 03/01/1949 |
| 81e congrès                | 03/01/1949 | 03/01/1951 |
| 82e congrès                | 03/01/1951 | 03/01/1953 |
| 83e congrès                | 03/01/1953 | 03/01/1955 |
| 84e congrès                | 03/01/1955 | 03/01/1957 |
| 85e congrès                | 03/01/1957 | 03/01/1959 |
| 86e congrès                | 03/01/1959 | 03/01/1961 |
| 87e congrès                | 03/01/1961 | 03/01/1963 |
| 88e congrès                | 03/01/1963 | 03/01/1965 |
| 89e congrès                | 03/01/1965 | 03/01/1967 |
| 90e congrès                | 03/01/1967 | 03/01/1969 |
| 91e congrès                | 03/01/1969 | 03/01/1971 |
| 92e congrès                | 03/01/1971 | 03/01/1973 |
| 93e congrès                | 03/01/1973 | 03/01/1975 |
| 94e congrès                | 03/01/1975 | 03/01/1977 |
| 95e congrès                | 03/01/1977 | 03/01/1979 |
| 96e congrès                | 03/01/1979 | 03/01/1981 |
| 97e congrès                | 03/01/1981 | 03/01/1983 |
| 98e congrès                | 03/01/1983 | 03/01/1985 |
| 99e congrès                | 03/01/1985 | 03/01/1987 |
| 100e congrès               | 03/01/1987 | 03/01/1989 |
| 101e congrès               | 03/01/1989 | 03/01/1991 |
| 102e congrès               | 03/01/1991 | 03/01/1993 |
| 103e congrès               | 03/01/1993 | 03/01/1995 |
| 104e congrès               | 03/01/1995 | 03/01/1997 |
| 105e congrès               | 03/01/1997 | 03/01/1999 |
| 106e congrès               | 03/01/1999 | 03/01/2001 |
| 107e congrès               | 03/01/2001 | 03/01/2003 |
| 108e congrès               | 03/01/2003 | 03/01/2005 |
| 109e congrès               | 03/01/2005 | 03/01/2007 |
| 110e congrès               | 03/01/2007 | 03/01/2009 |
| 111e congrès               | 03/01/2009 | 03/01/2011 |
| 112e congrès               | 03/01/2011 | 03/01/2013 |
| 113e congrès               | 03/01/2013 | 03/01/2015 |
| 114e congrès               | 03/01/2015 | 03/01/2017 |
| 115e congrès               | 03/01/2017 | 03/01/2019 |
| 116e congrès               | 03/01/2019 | 03/01/2021 |
| 117e congrès               | 03/01/2021 | 03/01/2023 |
| 118e congrès               | 03/01/2023 | 03/01/2025 |
| 119e congrès (en fonction) | 03/01/2025 | 03/01/2027 |